# 内丹术
内丹术是道教一种重要的修炼方法，现在一般視為道教气功（道家多称“煉氣术”）的一种。内丹术指以“人身是一小天地”的“天人合一”、“天人相应”思想为理论，进行性命的修炼，以人身为鼎炉，修炼“精、气、神”等而达成强身健体、提高人体的生命功能、延长寿命、乃至成仙、长生不老之目的。

## 歷史

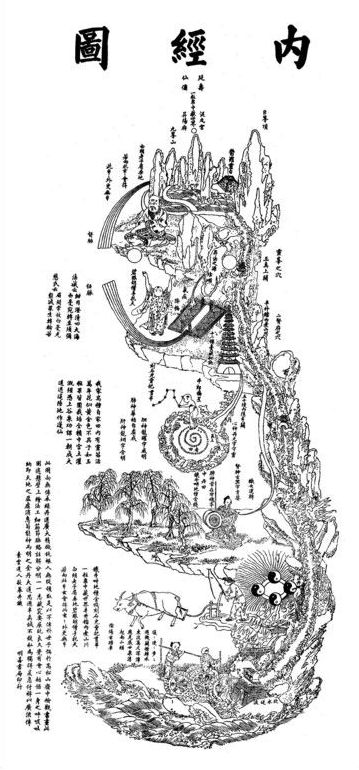
白雲觀《内經圖》

中医专著《黄帝内经》记载“真人”、“至人”、“圣人”、“賢人”的修炼境界，以及「提挈天地，把握陰陽，呼吸精氣，獨立守神，肌肉若一」、「精神不散」、「積精全神」、「移精变气」等修炼、疗病方法。「移精变气」可以看作是后世内丹学「炼精化气」、「炼气化神」一类的方法。司馬遷. . .  [-61].记载“黄帝且战且学仙”。
老子是先秦道家学派的代表，其著作《道德经》中即有“归根复命”，“深根固柢”的内炼学说，又讲述了“長生久視”、“沒身不殆”的理想，亦讲述了“贵以身为天下者，则可寄于天下；爱以身为天下者，乃可以托于天下”的方法论，亦提到“或嘘或吹”、“绵绵呵其若存”的吐纳功法。《庄子》中提到“天地与我并生，万物与我为一”，亦有「心斋」、「坐忘」之类的内炼方法。《管子》则认为“能守一而弃万疴”。内丹术与源自先秦时期的行气、导引等有关。王乔、赤松子均为行气派之祖。春秋末战国初的出土文物《行气玉佩铭》，系统具体地讲述了内气炼养方法。《楚辞·远游》一文中，也有“餐六气而饮沆瀣兮，漱正阳而含朝霞”之句。
早期道教的一部重要的经书《太平经》也有一套自己的长生不老的修道理论和方法，认为需要“爱气尊神重精”、“行善”、“守一”、“食气”等。东汉魏伯阳著《周易参同契》，提出了“参同相类”的修炼模式，为丹法之祖书。东晋葛洪是金丹道教的理论家与实践者。他认为金丹之道，乃仙道之极。葛洪《抱朴子‧金丹篇》说：“余考览养性之书，鸠集久视之方，曾所披涉篇卷，以千计矣，莫不皆以还丹、金液为大要者焉。然则此二事，盖仙道之极也。服此而不仙，则古来无仙矣。”魏晋时道教教团重视内炼养生，上清派整理道经，如魏华存《黄庭经》、陶弘景《服气导引法》。
“内丹”一词于已有文献中最早见于题为东晋许逊所作的《灵剑子·服气诀》：“服气调咽用内丹”。另《灵剑子·松沙记》：“学道之士，初广布阴骘，先行气攻，持内丹长生久视之法。”南北朝梁代南岳佛教天台宗三祖慧思禅师（515—577）《立警愿文》中说到：“我今入山修习苦行，忏悔破戒障道罪，今身及先身是罪悉忏悔，为护法敌求长寿命，不愿生天及余趣，愿诸贤圣左助我，得好芝草及神丹，疗治众病除饥渴，常得经修行诸禅，愿得深山静处，神丹药修此愿，借外丹力修内丹，欲安众生先自安。己身有缚能解他缚，无有是处。”这是最早将外丹、内丹明确划分开的一处著作。（道家外丹也可指“虚空中清灵之气”，前中国道教协会会长陈撄宁先生云：“外界资助，当然不可少，却是在虚空中寻求。”）
隋朝时，修道于罗浮山青霞谷的道士“青霞子”苏元朗提出“归神丹于心炼”，提倡“性命双修”，强调心身的全面修炼，以此为内丹修炼的核心。“性命双修”一说，进一步推动了内丹术理论的发展。
唐朝与五代，是内丹之道发展的关键时期，崔希范撰《入药镜》，司马承祯作《天隐子》、《坐忘论》、《服气精义论》，李筌、张果等注解《阴符经》，钟离权著《灵宝毕法》、《还丹歌》、《破迷正道歌》，吕洞宾继承传统丹道，并作《九真玉书》、《直指大丹歌》、《指玄篇》、《百字铭》等，施肩吾撰《钟吕传道集》，陈抟作《太极图》、《无极图》，使内丹之道的理论与方法进一步完备和发展。宋朝《云笈七签》中列“诸家气法”及“内丹诀法”，多是唐代作品。
北宋张伯端称“感真人授金丹药物火候之诀”，把《道德经》、《阴符经》作为内丹祖书，作《悟真篇》，融老子内炼思想于《悟真篇》内丹之道中。张伯端《悟真篇》还强调要炼内丹，必先积功德：“德行修逾八百，阴功积满三千。均齐物我与亲冤，始合神仙本愿。”《悟真篇》也继承了道教上清派的主要经典《黄庭经》身体脏腑各有神所主的“五脏神”之说，并结合了东汉魏伯阳《周易参同契》的炼丹之道。
张伯端一派所传丹法，其继承系统为张伯端─石泰─薛道光─陈楠─白玉蟾，形成丹道的流派称为内丹南宗。
另有王重阳开创道教全真派，称承钟离权、吕洞宾之真传，修炼亦以内丹为首务，主张性命双修，明心见性，以修性为先。《性命圭旨》提出：「何謂之性？元始真如，一靈炯炯是也。何謂之命？先天至精，一炁氤氳是也。」王重阳所传丹法流派称内丹北宗。
以后又有元代李道纯所创内丹中派；明代陆潜虚所创东派；清代李涵虚所创西派。另有明清时伍守阳、柳华阳所创的全真派的分派“伍柳派”。元明时代的道士张三丰，丹法据称传自火龙真人，称为隐仙派，其法诀采"清修派'与"阴阳派"之长，著有《无根树词》、《大道论》、《玄机直讲》等。另外据说还有不少隐传的内丹流派。隐传的内丹术大多师徒相承，口口相授，外人很难了解。
部分研究人士认为中国古典名著《西游记》、《封神演义》不仅是文学名著，还是阐述内丹术的“丹经”。
《四库提要》说：“后世神怪之迹，多附于道家，原其本始，则始于清静自持。其后长生之说与神仙家合而为一，而服饵、导引入之；房中一家近于神仙者亦入之。”

## 理論
內丹的一個重要觀念，是要求體液逆流或逆行，尤其是精液與唾液。

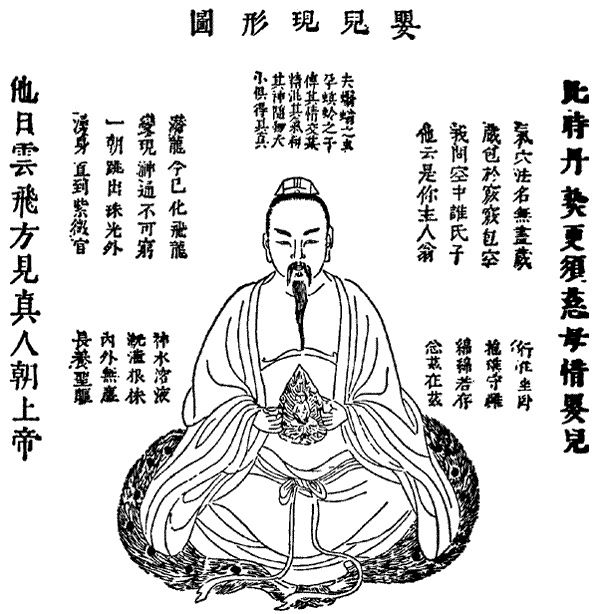
嬰兒現形圖

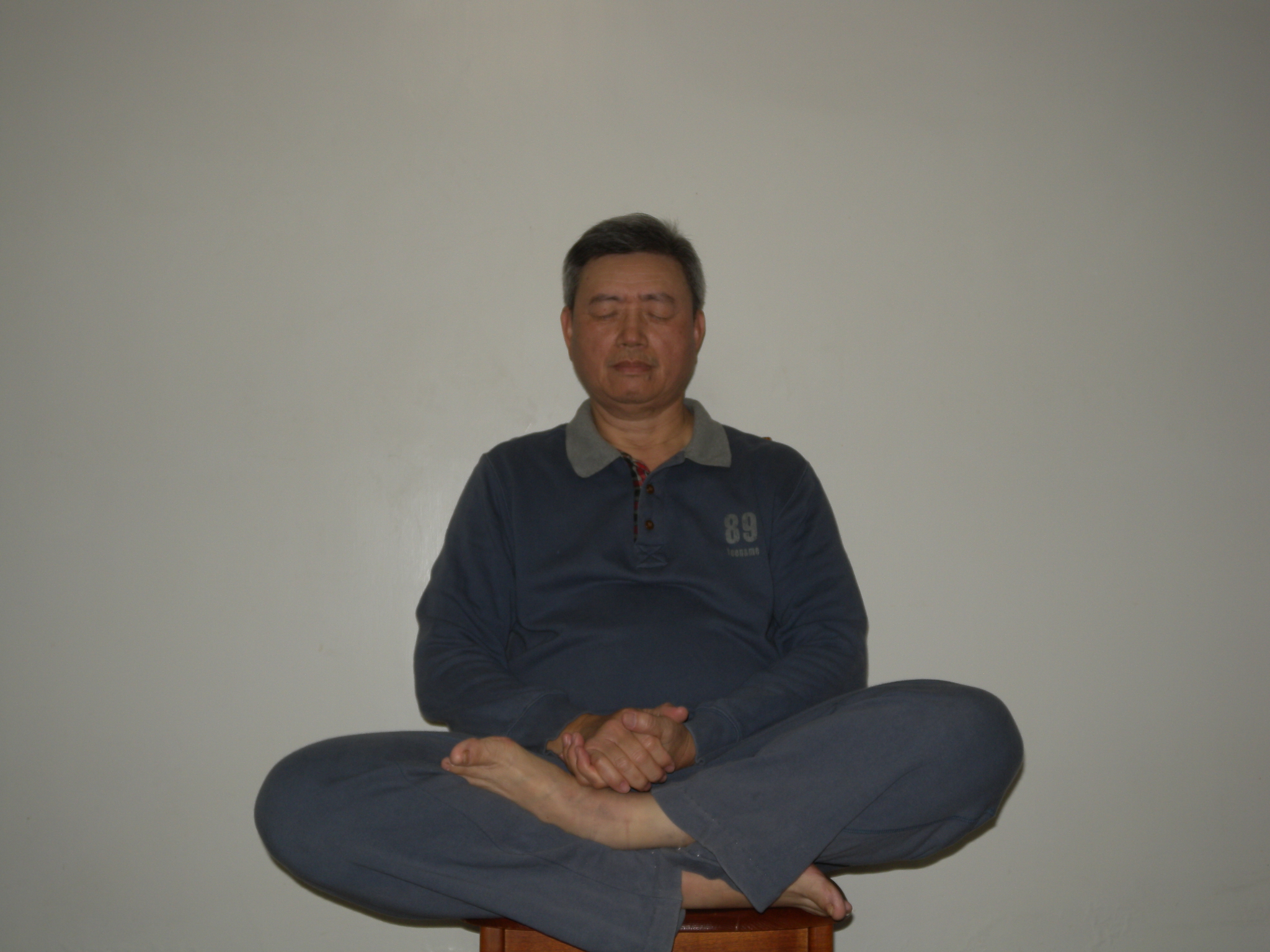
內丹術打坐

### 全真教
全真教的內丹術，是冥想丹田中有一丹爐，結合上下體液中的要素，產生純陽之氣。要造純陽之氣，要無憂無欲，心無雜念，方能有功。
舌頭攪拌唾液後，形成泡沫，嚥下泡沫，以獲取純陽之氣。唾液稱為「上水」，得和下身產生的「火」結合。精於此道者，可製造兩種不同的唾液，其一結合「肝氣」，其二結合「肺氣」，最後製造出「神水」，當中有「火」的元素。下身生出的「火」，同樣與二氣結合。三爻卦裏的「坎」和「離」，一旦在丹田會合，也可以製造神水和真火。用這種方法所造的純陽之氣，便是以前道士所謂的長生金丹。
关于内丹修炼的阶次，各家方法有差，一般可分为筑基、炼精化气、炼气化神、炼神还虚几个阶段。元代陈致虚《金丹大要》卷四曰：“是皆不外神气精三物，是以三物相感，顺则成人，逆则生丹。何为顺？一生二，二生三，三生万物，故虚化神，神化气，气化精，精化形，形乃成人。何谓逆？万物含三，三归二，二归一，知此道者怡神守形，养形炼精，积精化气，炼气合神，炼神还虚，金丹乃成。”《金丹大要》还说：“求于册者，当以《阴符》、《道德》为祖，《金碧》、《参同》次之。” 
据传道家文始派丹法修炼下手即以最上一层“炼神还虚”做起。《文始经》曰：“能见精神而久生，能忘精神而超生。”《仙學真詮》釋之曰: “盖忘精神者，虚极静笃，而精自然化气，气自然化神，神自然还虚，虚无大道之学也；见精神者，虚静以为本，火符以为用，炼精成气，炼气成神，炼神还虚，此以神御气之术也。学虚无大道者，虽不着于精气，然与道合真，神形俱妙，有无隐显，变化莫测，其寿无量，是了性而自了命者也，举上而兼下也；以神御气，则著于精气矣，然保毓元和，运行不息，冲和之至，薰蒸融液，亦能使形合于神，长生不死，乃了命而性因以存也，自下而做向上去也。此二端虽大小不同，而皆有益于人。”
《老子想尔注》中提出：“所以精者，道之别气也。”“万物含道精。”“夫欲宝精，百行当修，万善当著，调和五行。”《心印经》说：“精合其神，神合其气，气合其真，不得其真，皆是强名。”全真派《晋真人语录》曰：“若人修行养命，先须积行累功。有功无行，道果难成。功行两全，是谓真人。”“若要真功者，须是澄心定意，打叠精神，无动无作，真清真净，抱元守一，存神固炁，乃真功也。”“若要真行，须要修行蕴德，济贫拔苦，见人患难，常怀拯救之心，或化诱善人入道，修行所为之事，先人后己，与万物无私，乃真行也。”张三丰以修人道为炼仙道的基础，强调只要素行阴德，仁慈悲悯，忠孝信诚，全于人道，离仙道也就自然不远了。他把道家的内炼思想同儒家学说合在一起，说：“人能修正身心，则真精、真神聚其中，大才、大德出其中。”
炼内丹方法还有“人元丹法”、「地元丹法」和「天元丹法」之别，“龙凤丹法”与“龙虎丹法”之别，阶次各有不同。

## 西方心理学看法
德国卫礼贤（Richard Wilhelm （页面存档备份，存于））曾率先用西方心理学的概念—意识与无意识—来阐释内丹学的识神和元神范畴，并认为“性”就是意识与无意识，而“命”与生理之本能密切相关。荣格的分析心理学旨在消除意识与无意识之间的对立，荣格曾用集体无意识理论理解了内丹学著作《太乙金华宗旨》（《The Secret of the Golden Flower （页面存档备份，存于）》）中的超越现象，视之为一无意识的表征。

## 人物
史书记载，内丹家多高寿，如《宋史》载：陈抟寿长118岁，张无梦99岁，张伯端96岁，石泰136岁，薛道光113岁，陈朴、施肩吾、蓝元道、陈楠、白玉蟾等内丹家都达到高龄。

## 研究書目
- Joseph Needham（李約瑟）著，鄒海波 等 譯：《中國科學技術史》，第5卷第5分冊，「煉丹術的發現和發明：內丹」（北京：科學出版社，2011年）.
- 謝世維：〈當代西方對宋元以後內丹研究之回顧 （页面存档备份，存于）〉.